# TD Place Stadium
Das TD Place Stadium (auch als Lansdowne Stadium bezeichnet) ist ein Stadion in Kanadas Hauptstadt Ottawa. Die Sportstätte wird hauptsächlich für Canadian Football und Fußball genutzt. Es befindet sich im Lansdowne Park (Capital Ward). Das Stadion befand sich bis Juli 2014 im Umbau und bietet nun 24.000 Plätzen. Am 7. Januar 2014 bekam die Sportstätte den Namen TD Place Stadium. Der Namensgeber ist die Toronto-Dominion Bank Group.

## Geschichte
Im Jahr 1908 mit einer Kapazität von 30.927 Plätzen errichtet, war das Stadion lange Zeit nur unter dem Namen Lansdowne Park bekannt, bis es 1993 zu Ehren Frank Clairs, einem Canadian-Football-Trainer der 1960er und 1970er Jahre, umbenannt wurde.  Das Stadion beheimatete von 1908 bis 1996 die Ottawa Rough Riders, einen Verein in der Canadian Football League, bis dieser sich 1996 auflöste. Zwischen 2002 und 2005 war das Stadion der Austragungsort von Heimspielen der Ottawa Renegades, dem neugegründeten Canadian-Football-Team.
Im Sommer 2007 war das damalige Frank Clair Stadium eines der sechs Stadien, in denen die Junioren-Fußballweltmeisterschaft 2007 ausgetragen wurde. Hier wurde ein Spiel der Gruppe D, die Spiele der Gruppe E, sowie das Achtelfinale zwischen Sambia und Nigeria und das Viertelfinale zwischen Argentinien und Mexiko gespielt.
Neben dem Stadion wird momentan die Mehrzweckarena TD Place Arena mit 10.000 Plätzen renoviert. Seit der Saison 2014/15 tragen die Ottawa 67’s aus der Ontario Hockey League (OHL) dort wieder ihre Spiele aus. Außerdem dient es als Ausweichstadion für Canadian-Football-Spiele der beiden Ottawaer Universitäten.
Das TD Place Stadium ist eines von sechs Austragungsorten der Fußball-Weltmeisterschaft der Frauen 2015.
Von 2014 bis 2019 spielte hier das Fußballteam Ottawa Fury. Seit der Saison 2020 trägt Atlético Ottawa seine Heimspiele in der Canadian Premier League im Stadion aus. Daneben nutzt das Canadian Footballteam Ottawa Redblacks das TD Place Stadium als Heimspielstätte.